# Rudnik ugljena, Raša
Rudnik ugljena, Raša este o arie protejată (sit de importanță comunitară — SCI) din Croația întinsă pe o suprafață de 195,73 ha, integral pe uscat.

## Localizare
Centrul sitului Rudnik ugljena, Raša este situat la coordonatele 45°04′44″N 14°05′21″E / 45.078979°N 14.089127°E.

## Înființare
Situl Rudnik ugljena, Raša a fost declarat sit de importanță comunitară în iulie 2013 pentru a proteja 1 specie de animale.

## Biodiversitate
Situată în ecoregiunea mediteraneană, aria protejată nu include niciun habitat protejat.
La baza desemnării sitului se află o specie protejată de  amfibieni: proteu de peșteră (Proteus anguinus).